# Dithmarschen (1937)
A Dithmarschen a második világháború előtt a Kriegsmarine részére épített egyik ellátóhajó (Troßschiff) volt. Ez a hajó volt az öt egységből álló hajóosztály névadója. A háború után az amerikai haditengerészethez (US Navy) került, ahol ugyanilyen szerepkörben tevékenykedett és a vele szerzett tapasztalatok alapján fejlesztették ki a saját hasonló feladatkörű hajótípusukat. 1960-ban bontották le.

## Tervezés
Az Atlanti-óceánon tevékenykedő egységeinek (kifejezetten az Deutschland-osztály)  támogatására a Kriegsmarine az 1920-as és 30-as évek során számos hajótípussal próbálkozott. Két köztes hajótípus kipróbálásának tapasztalatai alapján fejlesztették ki a Dithmarschen-osztályt. Hat egység megépítésének álltak neki, de az egyiket nem fejezték be. Mivel Németország nem rendelkezett bázisokkal az Atlanti-óceán partvidékén, e hajóosztállyal tervezték megoldani az itt tevékenykedő hadihajók teljes ellátását. A hajók így tankerek, javítóbázisok, lőszerszállítók és szárazárú szállítására alkalmas teherhajók voltak egyben és még egy kisebb kórházzal is felszerelték őket. Fő szállítmánya 9000 tonna dízelolajból és 400 tonna kenőolajból állt. A hajót hosszú bevetésekre tervezték, ezért a hatótávolságúra tervezték: 12.500 tengeri mérföldet (23.200 km) tudott megtenni 15 csomós sebesség mellett. Csúcssebessége 23 csomó volt. Három darab 15 cm-es ágyúval, két 3,7 cm-es és négy 20 mm-es légvédelmi gépágyúval is felszerelték. A hajó a nevét az Eider, az Elba és az Északi-tenger által határolt Dithmarschen régió után kapta.

## Szolgálat

### Kriegsmarine
A Dithmarschen a háború elején nagyjavításon esett át. 1940 júniusa és novembere között a Scharnhorst és Gneisenau csatahajókat (csatacirkálókat) támogatta a Weserübung hadművelet idején. November folyamán üzemanyaggal látta el a Hipper nehézcirkálót annak Atlanti-óceánon tett portyája során. A Scharnhorstot és a Gneisenaut 1941 elején a Berlin hadművelet során ismét támogatta az Atlanti-óceánon. 1941 októbere és 1942 decembere között a Dithmarschen a Balti-tengeren látta el az oroszok ellen harcoló egységeket. A háború hátralévő részében Norvégiában szolgált. A háború végén visszatért Bremerhavenbe, ahol a britek zsákmánya lett.

### US Navy
A hajót az Egyesült Államoknak juttatták jóvátételként 1946. január 15-én és 1946. május 2-án USS Dithmarschen (IX-301) néven állították szolgálatba Adolph Wilhelm Maddox tartalékos kapitány (Captain) parancsnoksága alatt. Bremerhavent május 8-án hagyta el és május 19-én érkezett a Philadelphiába átalakítás céljából. A csendes-óceáni hadszíntér tapasztalatai megmutatták, hogy van igény olyan tartályhajóra, melyről egy találkozó alkalmával megoldható egy hadihajó teljes ellátása. Mivel a Dithmarschent a németek pont ebből a célból fejlesztették ki, az amerikaiak kísérleti jelleggel alkalmazták erre a célra. 1946. október 1-én AO-110 jelzést kapott, de mivel átalakítására nem álltak rendelkezésre források, október 24-én kivonták a szolgálatból.
1952. szeptember 4-én jelölését AOR-110-re változtatták és flottaellátó tankerré alakították át. Conecuh néven 1953. február 16-án adták át a haditengerészetnek és parancsnoka Mason Behr Freeman (Commander) lett. (Az eredetileg ezen a néven építendő AO-103 jelzésű hajó építésétől még 1945. augusztus 18-án elálltak.) A Virginiai-fokok (Virginia Capes) közelében megtartott próbajáratok után a skóciai Greenockba hajózott, hogy részt vegyen a Mariner kódnevű hadgyakorlaton (szeptember 16.-október 20.). 1954. március 5.-május 28. között a 6. flotta kötelékében a Földközi-tengerre hajózott, majd a virginiai Norfolkban átfogó javításokat végeztek rajta (1954. június 30.-1955. január 4.). A Karib-tengeren és Florida Keys előtt 1955. október 25. november 7. között végrehajtott hadgyakorlatokat illetve egyes hajók ellátását leszámítva Norfolkban maradt szolgálatból való kivonásáig. 1956. április 3-án tartalékba helyezték. 1960. január 1-én törölték a haditengerészet állományából.
A Conecuh (Dithmarschen) bizonyította a tanker és az ellátóhajó kombinációjának megvalósíthatóságát. A vele szerzett tapasztalatok vezettek a gyors harctámogató hajó (fast combat support ship – AOE) kifejlesztéséhez az Egyesült Államok Haditengerészeténél.

## Fordítás
- Ez a szócikk részben vagy egészben  az   USS Conecuh (AOR-110) című angol Wikipédia-szócikk ezen változatának fordításán alapul.  Az eredeti cikk szerkesztőit annak laptörténete sorolja fel. Ez a jelzés csupán a megfogalmazás eredetét és a szerzői jogokat jelzi, nem szolgál a cikkben szereplő információk forrásmegjelöléseként.

## Linkek
- Fényképek a Concuh-ról
- One stop replenishment is history Archiválva 2017. augusztus 27-i dátummal a Wayback Machine-ben